# Errichtung (Recht)
Errichtung bezeichnet im deutschen Recht die Schaffung einer Institution. Dabei kann es sich sowohl um öffentliche Stellen (z. B. Behörden und Gerichte) als auch um Institutionen wie Datenbanken handeln.

## Öffentliche Stellen
Die Kompetenz zur Errichtung von öffentlichen Stellen liegt grundsätzlich bei der jeweiligen Gebietskörperschaft.
Der Bund darf Verwaltungsbehörden nur nach den in Abschnitt VIII. des Grundgesetzes (GG) bestimmten Fällen errichten. Sie dürfen nur durch oder aufgrund eines formellen Gesetzes errichtet werden. Werden sie aufgrund eines Gesetzes errichtet, erfolgt die Errichtung durch einen Organisationserlass. Dieser kann zudem Details wie Sitz, Dienst- und Fachaufsicht sowie Aufbauorganisation regeln. Aufgrund des Ressortprinzips werden diese von den Bundesministerium (Deutschland). Der Bundeskanzler bestimmt im Rahmen seiner Richtlinienkompetenz über die Errichtung, die Zuständigkeit und die Bezeichnung und der Bundesministerien.
Die Ermächtigung zur Errichtung militärischer Dienststellen ergibt sich aus Art. 87aAbs. 1 S. 1 GG. Die Grundzüge der Organisation müssen sich aus dem Haushaltsplan ergeben. Damit unterliegen sie dem Genehmigungsvorbehalt des Deutschen Bundestages.
Die Bundesgerichte, die der Bund errichten darf, sind in Art. 95Abs. 1 und Art. 96 GG abschließend genannt. Dieses sind der Bundesgerichtshof, das Bundesverwaltungsgericht, der Bundesfinanzhof, das Bundesarbeitsgericht und das Bundessozialgericht. Hinzu kommt ein Bundesgericht für Angelegenheiten des gewerblichen Rechtsschutzes (Bundespatentgericht; Art. 96 Abs. 1 GG), Wehrstrafgerichte (Art. 96 Abs. 2 GG) sowie Bundesgerichte zur Entscheidung in Disziplinarverfahren und Beschwerdeverfahren für Personen, die zu ihm in einem öffentlich-rechtlichen Dienstverhältnis stehen (Bundesdisziplinarhof, Bundesdisziplinarkammern, Bundesdisziplinargericht, Wehrdienstgerichte).
Die Errichtung von Landesbehörden richtet sich beispielsweise in Nordrhein-Westfalen nach dem Landesorganisationsgesetz.

## Andere Institutionen
Durch Gesetz sind unter anderem errichtet worden das Nationale Waffenregister, die Rechtsextremismus-Datei und die Antiterrordatei.